# Lew Elbert
Lew Gilarowicz Elbert, ros. Лев Гилярович Эльберт (ur. 10 listopada 1898 r. w Charkowie, zm. w 1946 r. w Niemczech) – radziecki rewolucjonista, funkcjonariusz służb specjalnych, a następnie korespondent agencji prasowej.
Urodził się pod nazwiskiem Elberein. Ukończył gimnazjum w Moskwie. W latach 1916–1917 studiował prawo na Uniwersytecie Dońskim w Rostowie nad Donem. Następnie został kursantem w szkole praporszczików. W międzyczasie w 1918 r. wstąpił do Rosyjskiej Partii Komunistycznej (bolszewików). Służył w batalionie studenckim. Następnie wszedł w skład Permskiej Rady Deputatów Robotniczych i Żołnierskich. Po pewnym czasie objął funkcję sekretarza, a potem zastępcy przewodniczącego Związku Wojskowych Sowieckich w Permie. Skierowano go na Front Zachodni, gdzie był komisarzem politycznym. Następnie pełnił funkcję zastępcy gubernialnego komisarza wojskowego w guberni mińskiej. W lutym 1919 r. wstąpił do CzeKa. Był członkiem kolegium mińskiej CzeKa, a następnie kierował Oddziałem Specjalnym CzeKa Litewsko-Białoruskiej Republiki Radzieckiej. Od lipca tego roku służył na Froncie Wschodnim jako komisarz polityczny, a potem kierownik oddziału gubernialnego wojenkomatu w Jekaterynburgu. Został ciężko ranny. W 1920 r. stanął na czele Uralskiej Komisji Obłastnej do Spraw Organizacji Subotników. Po powrocie do Moskwy przewodniczył Radzie Politycznej Komitetu Centralnego Związku Robotników Transportu, a następnie Centralnej Międzyresortowej Komisji do Spraw Organizacji Subotników. Od kwietnia 1921 r. pełnił funkcję zastępcy kierownika Oddziału Informacyjnego CzeKa. W listopadzie tego roku wysłano go na Łotwę, gdzie był urzędnikiem poselstwa politycznego Rosji Sowieckiej. Następnie pełnił funkcję urzędnika konsulatu generalnego w Konstantynopolu. W obu państwach wykonywał nielegalne zadania wywiadowcze. W stolicy Turcji został aresztowany przez francuskie władze wojskowe. Po powrocie do Moskwy w 1922 r. został pracownikiem Głównego Urzędu do Spraw Literatury i Wydawnictw Narkomatu Oświaty Publicznej. We wrześniu 1923 r. powrócił do służby w OGPU. Od 1924 r. był funkcjonariuszem rezydentury INO OGPU w Warszawie. Następnie odesłano go do centrali OGPU. W 1926 r. został rezydentem INO OGPU w Grecji pod dyplomatyczną przykrywką attaché poselstwa politycznego ZSRR. W tym samym roku objął funkcję korespondenta TASS w Szwecji. Następnie pełnił zadania dla INO OGPU w Norwegii, a potem Palestynie. W styczniu 1930 r. stanął na czele 1 wydziału INO OGPU. Następnie przeniesiono go do rezerwy specjalnej INO OGPU. Od 1931 r. kierował oddziałem informacyjnym Mossowieta. Następnie był szefem oddziału zagranicznego, a potem członkiem kierownictwa Sojuzkino. Dalsze lata życia spędził jako korespondent TASS. W 1946 r. zmarł we wschodnich Niemczech podczas podróży służbowej.